# Trstené
Trstené (in ungherese Nádasd) è un comune della Slovacchia facente parte del distretto di Liptovský Mikuláš, nella regione di Žilina.